# Povodí Metuje
Povodí Metuje je povodí řeky 2. řádu a je součástí povodí Labe. Tvoří je oblast, ze které do řeky Metuje přitéká voda buď přímo, nebo prostřednictvím jejich přítoků. Jeho hranici tvoří rozvodí se sousedními povodími. Na jihu je to povodí Orlice, na západě povodí Úpy, na severu povodí Bobru a Kladské Nisy (Stěnavy), na východě povodí Kladské Nisy (Dušnické Bystřice). Nejvyšším bodem povodí je Vrchmezí s nadmořskou výškou 1084 metrů. Rozloha povodí je 607,6 kilometrů.

## Správa povodí
Správou povodí se zabývá státní podnik Povodí Labe.

## Dílčí povodí
| povodí              | rozloha km² | nejvyšší bod                                             | nadm. výška m | odtékající řeka | průtok v ústí m³/s |
| ------------------- | ----------- | -------------------------------------------------------- | ------------- | --------------- | ------------------ |
| Povodí Dřevíče      | 67,1        | severozápadně od Hodkovic u Trutnova                     | 598           | Dřevíč          | 0,63               |
| Povodí Olešenky     | 48,8        | jihozápadně od Vrchmezí v Orlických horách               | 985           | Olešenka        | 0,48               |
| Povodí Židovky      | 45,8        | severozápadní úbočí Velké Hejšoviny (Szczeliniec Wielki) | 800,0         | Židovka         | 0,23               |
| Povodí Jívky        | 27,8        | sevrozápadně od Slavětína v Jestřebích horách            | 610,0         | Jívka           | 0,28               |
| Povodí Staré Metuje | 27,8        | rozdělení toku Metuje                                    |               | Stará Metuje    |                    |